# غلين هيوز (مغني)
غلين هيوز (بالإنجليزية: Glenn Hughes)‏ هو مغني أمريكي، ولد في 18 يوليو 1950 في نيويورك في الولايات المتحدة، وتوفي بنفس المكان في 4 مارس 2001 بسبب سرطان الرئة.

## وصلات خارجية
- غلين هيوز على موقع IMDb (الإنجليزية)
- غلين هيوز على موقع ألو سيني (الفرنسية)
- غلين هيوز على موقع ميوزك برينز (الإنجليزية)
- غلين هيوز على موقع أول موفي (الإنجليزية)
- غلين هيوز على موقع قاعدة بيانات الأفلام السويدية (السويدية)
- غلين هيوز على موقع ديسكوغز (الإنجليزية)
- غلين هيوز على موقع قاعدة بيانات الفيلم (الإنجليزية)
- غلين هيوز على موقع كينوبويسك (الروسية)